# Fernando Moreno Calderón
Fernando Moreno Calderón (Puerto Rico, 1880 - 1967) va ser un militar espanyol, participant en el cop d'estat militar contra la II República que va donar inici a la Guerra Civil espanyola. Va formar part de la Junta de Defensa Nacional que va assumir el poder a les zones sota control del Bàndol revoltat.

## Joventut
Moreno va néixer en la colònia espanyola de Puerto Rico en 1880. Als 16 anys, va ingressar en l'Acadèmia Militar de Toledo, ascendint a capità d'Estat Major en 1907.
En 1912 va ser destinat al Protectorat espanyol al Marroc, on va participar fins a 1915 en la Guerra del Rif. Els mèrits contrets en el nord d'Àfrica li van suposar l'ascens a comandant i diverses condecoracions. Després va exercir com a professor de l'Escola Superior de Guerra, i en 1928 va escriure l'assaig El Mando y el Servicio de Estado Mayor, una guia pràctica per a la resolució de problemes militars.

## El Cop
Va participar en la revolta militar de 1936, i com coronel d'Estat Major, va anar l'encarregat el mateix dia 18 de juliol de demanar al general Domènec Batet que es posés al capdavant de la seva guarnició. Davant la negativa d'aquest a unir-se al cop, va ser detingut pels seus subordinats i condemnat a mort. Moreno va ser un dels sis vocals de la Junta de Defensa Nacional constituïda a Burgos pels revoltats. Com a coronel cap d'Estat Major de l'Exèrcit del Nord, va ser el segon del general Mola en aquesta demarcació.
Després de la guerra, va ocupar els càrrecs de governador militar de Barcelona entre 1942 i 1944, Capità general de la IV Regió Militar, i governador militar de Madrid entre 1944 i 1947, en què es va retirar definitivament de l'exèrcit. Va morir a Madrid en 1967.

## Imputat per crims contra la humanitat i detenció il·legal
En 2008, va ser un dels trenta-cinc alts càrrecs del franquisme imputats per l'Audiència Nacional en el sumari instruït per Baltasar Garzón pels presumptes delictes de detenció il·legal i crims contra la humanitat que suposadament haurien estat comesos durant la Guerra civil espanyola i els primers anys del règim de Franco. El jutge va declarar extingida la responsabilitat criminal de Moreno quan va rebre constància fefaent de la seva defunció, esdevinguda més de quaranta anys abans. La instrucció de la causa va ser tan polèmica que Garzón va arribar a ser acusat de prevaricació, jutjat i absolt pel Tribunal Suprem.